# Tấn Trung
Tấn Trung (tiếng Trung: 晋中市), Hán Việt: Tấn Trung thị, là một địa cấp thị tại tỉnh Sơn Tây, Cộng hòa Nhân dân Trung Hoa. Tấn Trung có diện tích 16408 km², trong đó khu vực thành thị là 1327 km². Dân số năm 2004 là 3,06 triệu người, khu vực đô thị là 538.200 người.

## Khí hậu
Tấn Trung có khí hậu bán khô hạn (Köppen BSk), chịu ảnh hưởng của gió mùa. Mùa đông lạnh, rất khô. Mùa hè nóng, hơi ẩm ướt. Nhiệt độ trung bình 24 giờ hàng tháng dao động từ −5,5 °C (22,1 °F) vào tháng Giêng đến 24,2 °C (75,6 °F) vào tháng Bảy và trung bình hàng năm là 10,39 °C (50,7 °F). Do ảnh hưởng của Gió mùa Đông Á , hơn 2/3 lượng mưa (388 mm) (15,3 in) hàng năm xảy ra từ tháng 6 đến tháng 9.
| Dữ liệu khí hậu của Tấn Trung, 1981–2010   | Dữ liệu khí hậu của Tấn Trung, 1981–2010 | Dữ liệu khí hậu của Tấn Trung, 1981–2010 | Dữ liệu khí hậu của Tấn Trung, 1981–2010 | Dữ liệu khí hậu của Tấn Trung, 1981–2010 | Dữ liệu khí hậu của Tấn Trung, 1981–2010 | Dữ liệu khí hậu của Tấn Trung, 1981–2010 | Dữ liệu khí hậu của Tấn Trung, 1981–2010 | Dữ liệu khí hậu của Tấn Trung, 1981–2010 | Dữ liệu khí hậu của Tấn Trung, 1981–2010 | Dữ liệu khí hậu của Tấn Trung, 1981–2010 | Dữ liệu khí hậu của Tấn Trung, 1981–2010 | Dữ liệu khí hậu của Tấn Trung, 1981–2010 | Dữ liệu khí hậu của Tấn Trung, 1981–2010 |
| Tháng                                      | 1                                        | 2                                        | 3                                        | 4                                        | 5                                        | 6                                        | 7                                        | 8                                        | 9                                        | 10                                       | 11                                       | 12                                       | Năm                                      |
| ------------------------------------------ | ---------------------------------------- | ---------------------------------------- | ---------------------------------------- | ---------------------------------------- | ---------------------------------------- | ---------------------------------------- | ---------------------------------------- | ---------------------------------------- | ---------------------------------------- | ---------------------------------------- | ---------------------------------------- | ---------------------------------------- | ---------------------------------------- |
| Trung bình ngày tối đa °C (°F)             | 1.9 (35.4)                               | 5.8 (42.4)                               | 11.9 (53.4)                              | 20.0 (68.0)                              | 25.6 (78.1)                              | 29.3 (84.7)                              | 30.4 (86.7)                              | 28.5 (83.3)                              | 24.1 (75.4)                              | 17.9 (64.2)                              | 9.7 (49.5)                               | 3.2 (37.8)                               | 17.4 (63.2)                              |
| Trung bình ngày °C (°F)                    | −5.5 (22.1)                              | −1.5 (29.3)                              | 4.6 (40.3)                               | 12.6 (54.7)                              | 18.5 (65.3)                              | 22.4 (72.3)                              | 24.2 (75.6)                              | 22.4 (72.3)                              | 17.3 (63.1)                              | 10.7 (51.3)                              | 2.7 (36.9)                               | −3.7 (25.3)                              | 10.4 (50.7)                              |
| Tối thiểu trung bình ngày °C (°F)          | −11.2 (11.8)                             | −7.4 (18.7)                              | −1.6 (29.1)                              | 5.4 (41.7)                               | 11.4 (52.5)                              | 15.9 (60.6)                              | 18.9 (66.0)                              | 17.4 (63.3)                              | 11.8 (53.2)                              | 4.9 (40.8)                               | −2.7 (27.1)                              | −8.9 (16.0)                              | 4.5 (40.1)                               |
| Lượng Giáng thủy trung bình mm (inches)    | 2.0 (0.08)                               | 3.3 (0.13)                               | 9.9 (0.39)                               | 21.0 (0.83)                              | 37.2 (1.46)                              | 52.2 (2.06)                              | 81.9 (3.22)                              | 87.8 (3.46)                              | 54.0 (2.13)                              | 27.0 (1.06)                              | 9.9 (0.39)                               | 1.7 (0.07)                               | 387.9 (15.28)                            |
| Độ ẩm tương đối trung bình (%)             | 47                                       | 45                                       | 44                                       | 42                                       | 48                                       | 56                                       | 67                                       | 71                                       | 69                                       | 62                                       | 55                                       | 50                                       | 55                                       |
| Nguồn: China Meteorological Administration |                                          |                                          |                                          |                                          |                                          |                                          |                                          |                                          |                                          |                                          |                                          |                                          |                                          |

## Các đơn vị hành chính
Địa cấp thị Tấn Trung quản lý các đơn vị thị hạt khu (quận nội thành) và các huyện:

### Quận nội thành
- Du Thứ (榆次区)
- Thái Cốc (太谷区)

### Thành phố cấp huyện
- Thành phố cấp huyện Giới Hưu (介休市)

### Cáchuyện
- Tích Dương (昔阳县)
- Linh Thạch (灵石县)
- Kỳ huyện (祁县)
- Tả Quyền (左权县)
- Thọ Dương (寿阳县)
- Hòa Thuận (和顺县)
- Bình Dao (平遥县)
- Du Xã (榆社县)